# بيترسون روزا
بيترسون روزا هو لاعب كرة قدم برازيلي، ولد في القرن 20.